# Denkmal für jüdische Bürger in Leipzig

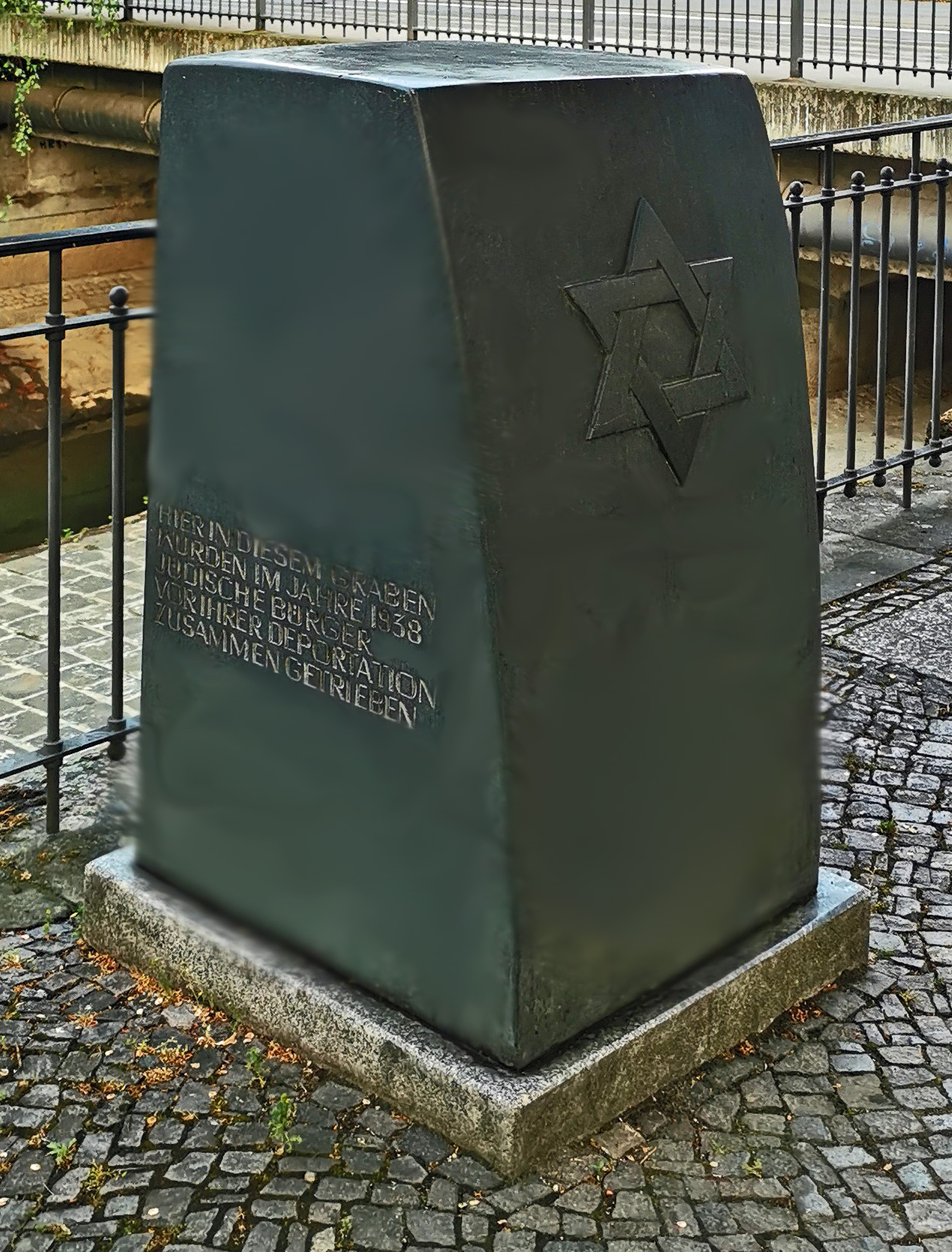
Denkmal für die aus Leipzig deportierten Juden (2022)

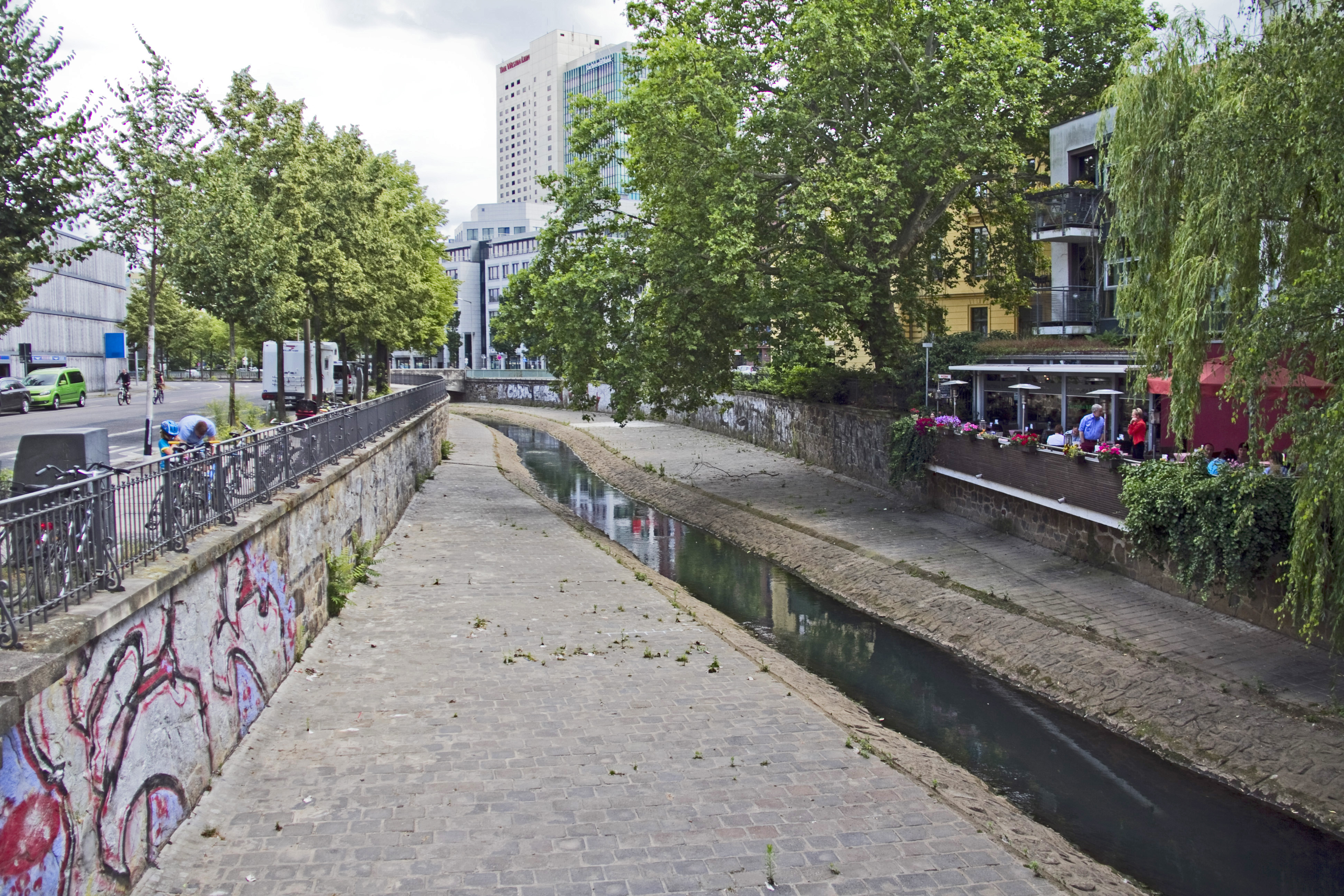
Standort des Denkmals am Parthegraben, ganz links (2014)

Das Denkmal für jüdische Bürger in Leipzig ist ein Gedenkstein, welcher an die Deportation jüdischer Bürger aus Leipzig in die Konzentrationslager nach der Reichspogromnacht 1938 erinnert. Es befindet sich am westlichen Ende der Parthenstraße neben dem Flutgraben der Parthe, in welchem die Opfer vor ihrem Marsch zum Hauptbahnhof zusammengetrieben wurden, unmittelbar neben der Brücke der Pfaffendorfer Straße schräg gegenüber dem Eingang zum Zoo. Es steht unter Denkmalschutz.

## Beschreibung
Das Denkmal entstand auf Initiative des Ökumenischen Arbeitskreises Leipziger Kirchen und wurde im November 1988 anlässlich der 50-jährigen Wiederkehr des Ereignisses aufgestellt. Gestaltet wurde es vom Dresdner Bildhauer Peter Makolies.
Das Denkmal ist eine 1,30 Meter hohe Stele mit rechteckigem Querschnitt auf einer polierten quadratischen Granitplatte. Das Gestein der Stele, schwarzer Lobensteiner Diabas, wurde mit Symbolcharakter gewählt, da Diabas im Griechischen Übergang, Durchgang bedeutet. Auf der leicht gewölbten Vorderseite des Steins ist ein Davidstern plastisch herausgearbeitet. Die linke, östliche Seite trägt die Inschrift:
HIER IN DIESEM GRABEN
WURDEN IM JAHRE 1938
JÜDISCHE BÜRGER
VOR IHRER DEPORTATION
ZUSAMMENGETRIEBEN.
Auf der Gegenseite steht, senkrecht angeordnet:
WO IST DEIN BRUDER?
und darunter waagerecht 
GENESIS 4,9